# AaB Fodbold sæson 2018-19
AaB sæson 2018-19 var AaB's 36. sæson i træk i den bedste danske fodboldrække, den 29. sæson i Superligaen, og den 133. sæson som fodboldklub.

## Trup
| Nr. | Land      | Position | Spiller                                 |
| --- | --------- | -------- | --------------------------------------- |
| 1   | Sverige   | MM       | Jacob Rinne                             |
| 2   | Danmark   | FO       | Patrick Kristensen                      |
| 3   | Danmark   | FO       | Jakob Ahlmann                           |
| 4   | Danmark   | FO       | Jakob Blåbjerg                          |
| 5   | Danmark   | FO       | Jores Okore                             |
| 6   | Danmark   | FO       | Kristoffer Pallesen                     |
| 7   | Danmark   | MI       | Oliver Abildgaard                       |
| 8   | Danmark   | MI       | Rasmus Würtz (anfører)                  |
| 9   | Danmark   | AN       | Jannik Pohl (indtil 29. august 2018)    |
| 9   | Holland   | AN       | Tom van Weert (fra 29. august 2018)     |
| 10  | Peru      | MI       | Edison Flores (indtil 28. august 2018)  |
| 10  | Danmark   | MI       | Lucas Andersen (fra 30. august 2018)    |
| 11  | Tyskland  | AN       | Philipp Ochs (fra 9. august 2018)       |
| 14  | Slovakiet | AN       | Pavol Šafranko (indtil 10. august 2018) |

| Nr. | Land      | Position | Spiller                                                     |
| --- | --------- | -------- | ----------------------------------------------------------- |
| 16  | Danmark   | MI       | Magnus Christensen                                          |
| 17  | Danmark   | MI       | Kasper Kusk                                                 |
| 18  | Danmark   | MI       | Rasmus Thellufsen                                           |
| 19  | Danmark   | AN       | Marco Ramkilde                                              |
| 21  | Danmark   | MI       | Kasper Risgård (viceanfører)                                |
| 22  | USA       | MM       | Michael Lansing                                             |
| 23  | Slovakiet | MI       | Filip Lesniak                                               |
| 24  | Danmark   | FO       | Nikolaj Lyngø (indtil 3. august 2018)                       |
| 24  | Danmark   | FO       | Mathias Ross (from 9. oktober 2018)                         |
| 25  | Danmark   | MI       | Frederik Børsting                                           |
| 26  | Uganda    | MI       | Robert Kakeeto (indtil 31. august 2018, fra 1. januar 2019) |
| 30  | Danmark   | AN       | Wessam Abou Ali                                             |
| 32  | Danmark   | FO       | Kasper Pedersen                                             |
| 33  | Albanien  | FO       | Bardhec Bytyqi (indtil 24. januar 2019)                     |

Kilde: AaB Fodbold website

### Ungdomsspillere i brug
Denne liste inkluderer spillere fra AaBs ungdomshold, der blev brugt i sæsonen.
| Nr. | Land    | Position | Spiller                                                               |
| --- | ------- | -------- | --------------------------------------------------------------------- |
| 15  | Danmark | FO       | Lukas Klitten (fra AaB U19)                                           |
| 20  | Danmark | MI       | Oliver Klitten (fra AaB U19)                                          |
| 24  | Danmark | FO       | Mathias Ross (fra AaB U19, rykket op på førsteholdet 9. oktober 2018) |
| 29  | Danmark | AN       | Mikkel Kaufmann (fra AaB U19)                                         |

## Turneringer
| Turnering       | Rekord | Rekord | Rekord | Rekord | Rekord | Rekord | Rekord | Rekord  | Rekord |
| Turnering       | K      | V      | U      | T      | M+     | M-     | MF     | Sejrs-% |        |
| --------------- | ------ | ------ | ------ | ------ | ------ | ------ | ------ | ------- | ------ |
| Superliga       | 34     | 10     | 12     | 12     | 44     | 44     | +0     | 29,41   |        |
| Sydbank Pokalen | 4      | 3      | 0      | 1      | 9      | 2      | +7     | 75,00   |        |
| Total           | 38     | 13     | 12     | 13     | 53     | 46     | +7     | 34,21   |        |

### Superliga

#### Resultatopsummering
| Samlet | Samlet | Samlet | Samlet | Samlet | Samlet | Samlet | Samlet | Hjemme | Hjemme | Hjemme | Hjemme | Hjemme | Hjemme | Ude | Ude | Ude | Ude | Ude | Ude |
| K      | V      | U      | T      | MF     | MI     | MD     | P      | V      | U      | T      | MF     | MI     | MD     | V   | U   | T   | MF  | MI  | MD  |
| ------ | ------ | ------ | ------ | ------ | ------ | ------ | ------ | ------ | ------ | ------ | ------ | ------ | ------ | --- | --- | --- | --- | --- | --- |
| 34     | 10     | 12     | 12     | 44     | 44     | 0      | 42     | 4      | 5      | 8      | 18     | 23     | −5     | 6   | 7   | 4   | 26  | 21  | +5  |

Sidst opdateret: 12. may 2019.

Kilde: Competitive matches

#### Grundspil
| Pos | Hold            | K  | V  | U  | T  | M+ | M- | MF | P  | Kvalifikation eller nedrykning                            |
| --- | --------------- | -- | -- | -- | -- | -- | -- | -- | -- | --------------------------------------------------------- |
| 5   | Esbjerg fB      | 26 | 11 | 5  | 10 | 32 | 35 | −3 | 38 | Mesterskabsslutspil                                       |
| 6   | FC Nordsjælland | 26 | 9  | 9  | 8  | 42 | 39 | +3 | 36 | Mesterskabsslutspil                                       |
| 7   | AaB             | 26 | 9  | 9  | 8  | 38 | 35 | +3 | 36 | Nedrykningsslutspil Gruppe A/Nedrykningsslutspil Gruppe B |
| 8   | Randers FC      | 26 | 9  | 7  | 10 | 29 | 34 | −5 | 34 | Nedrykningsslutspil Gruppe A/Nedrykningsslutspil Gruppe B |
| 9   | AGF             | 26 | 7  | 10 | 9  | 31 | 34 | −3 | 31 | Nedrykningsslutspil Gruppe A/Nedrykningsslutspil Gruppe B |

##### Kampe
| 13. juli 2018 1 | SønderjyskE | 0 – 1 | AaB      | Haderslev                                                        |
| 20:15 CEST      |             |       | Kusk 79' | Stadion: Sydbank Park Tilskuere: 5,122 Dommer: Jens Grabski Maae |

| 20. juli 2018 2 | AaB                       | 2 – 1 | FC Midtjylland | Aalborg                                                                               |
| 19:00 CEST      | Thellufsen 52' · Pohl 86' |       | Onuachu 42'    | Stadion: Aalborg Portland Park Tilskuere: 6,422 Dommer: Mads-Kristoffer Kristoffersen |

| 29. juli 2018 3 | F.C. København                      | 4 – 0 | AaB | Østerbro                                                         |
| 18:00 CEST      | N'Doye 6', 15', 22' · Fischer 90+2' |       |     | Stadion: Telia Parken Tilskuere: 12,012 Dommer: Michael Tykgaard |

| 6. august 2018 4 | Vendsyssel FF     | 0 – 1 | AaB         | Hjørring                                                         |
| 19:00 CEST       | Christensen 90+4' |       | Risgård 79' | Stadion: Nord Energi Arena Tilskuere: 6,415 Dommer: Sandi Putros |

| 12. august 2018 5 | AaB                   | 1 – 0 | FC Nordsjælland | Aalborg                                                              |
| 14:00 CEST        | Ochs 90' · Ochs 90+4' |       |                 | Stadion: Aalborg Portland Park Tilskuere: 5,145 Dommer: Jakob Kehlet |

| 20. august 2018 6 | AC Horsens | 0 – 0 | AaB | Horsens                                                                            |
| 19:00 CEST        |            |       |     | Stadion: Casa Arena Horsens Tilskuere: 3,023 Dommer: Mads-Kristoffer Kristoffersen |

| 27. august 2018 7 | AaB | 0 – 1 | Esbjerg fB | Aalborg                                                                  |
| 19:00 CEST        |     |       | Kauko 57'  | Stadion: Aalborg Portland Park Tilskuere: 5,001 Dommer: Michael Tykgaard |

| 2. september 2018 8 | Randers FC                  | 2 – 2 | AaB                             | Randers                                                             |
| 14:00 CEST          | Rømer 17' · Lobzhanidze 19' |       | Thellufsen 11' · Abildgaard 68' | Stadion: Randers Stadion Tilskuere: 4,506 Dommer: Jens Grabski Maae |

| 17. september 2018 9 | AaB            | 1 – 1 | Vejle Boldklub | Aalborg                                                                           |
| 19:00 CEST           | Thellufsen 11' |       | Greve 51'      | Stadion: Aalborg Portland Park Tilskuere: 5,716 Dommer: Benjamin Willaume-Jantzen |

| 23. september 2018 10 | Hobro IK | 0 – 5 | AaB                                                                | Hobro                                                   |
| 14:00 CEST            |          |       | Pedersen 31' · van Weert 45', 66' · Olsen 59' (sm.) · Andersen 69' | Stadion: DS Arena Tilskuere: 3,426 Dommer: Jakob Kehlet |

| 30. september 2018 11 | AaB | 0 – 1 | OB          | Aalborg                                                                  |
| 16:00 CEST            |     |       | Nielsen 18' | Stadion: Aalborg Portland Park Tilskuere: 5,739 Dommer: Peter Kjærsgaard |

| 7. oktober 2018 12 | AaB                | 1 – 3 | Brøndby IF                              | Aalborg                                                              |
| 18:00 CEST         | Risgård 77' (str.) |       | Wilczek 45+2' · Mukhtar 47' · Vigen 67' | Stadion: Aalborg Portland Park Tilskuere: 8.629 Dommer: Jakob Kehlet |

| 21. oktober 2018 13 | AGF                                    | 2 – 2 | AaB                                        | Aarhus                                                                     |
| 14:00 CEST          | Sana 33' · Ankersen 39' · Spelmann 75' |       | Okore 31' · Christensen 62' · Abou Ali 85' | Stadion: Ceres Park Tilskuere: 9,535 Dommer: Mads-Kristoffer Kristoffersen |

| 28. oktober 2018 14 | AaB | 0 – 1 | Vendsyssel FF | Aalborg                                                              |
| 18:00 CET           |     |       | Henriksen 62' | Stadion: Aalborg Portland Park Tilskuere: 6,071 Dommer: Jakob Kehlet |

| 4. november 2018 15 | FC Nordsjælland              | 1 – 1 | AaB                 | Farum                                                                            |
| 14:30 CET           | Donyoh 84' · Skovgaard 90+6' |       | Skovgaard 23' (sm.) | Stadion: Right to Dream Park Tilskuere: 2,634 Dommer: Jørgen Daugbjerg Burchardt |

| 11. november 2018 16 | AaB          | 1 – 1 | F.C. København | Aalborg                                                                  |
| 16:00 CET            | Andersen 58' |       | N'Doye 83'     | Stadion: Aalborg Portland Park Tilskuere: 6,947 Dommer: Michael Tykgaard |

| 23. november 2018 17 | Vejle Boldklub | 1 – 1 | AaB           | Vejle                                                            |
| 19:00 CET            | Mucolli 82'    |       | van Weert 62' | Stadion: Vejle Stadion Tilskuere: 3,736 Dommer: Michael Johansen |

| 30. november 2018 18 | Esbjerg fB | 1 – 4 | AaB                                             | Esbjerg                                                                          |
| 19:00 CET            | Kauko 83'  |       | Andersen 43', 45+1' · Thellufsen 53' · Kusk 55' | Stadion: Blue Water Arena Tilskuere: 2,862 Dommer: Mads-Kristoffer Kristoffersen |

| 9. december 2018 19 | AaB                                  | 2 – 4 | AC Horsens                                            | Aalborg                                                              |
| 14:00 CET           | van Weert 13' · Kusk 33' · Okore 45' |       | Junker 25' · Drost 28' (str.) · Lumb 61' · Kryger 89' | Stadion: Aalborg Portland Park Tilskuere: 4,656 Dommer: Sandi Putros |

| 14. december 2018 20 | OB                    | 1 – 2 | AaB                                    | Odense                                                                |
| 19:00 CET            | Helenius 45+4' (str.) |       | van Weert 9' · Kusk 57' · Pedersen 80' | Stadion: Nature Energy Park Tilskuere: 4,404 Dommer: Michael Johansen |

| 10. februar 2019 21 | AaB | 0 – 3 | Randers FC                          | Aalborg                                                                            |
| 14:00 CET           |     |       | Kallesøe 57', 71' · Lobzhanidze 64' | Stadion: Aalborg Portland Park Tilskuere: 4,724 Dommer: Jørgen Daugbjerg Burchardt |

| 18. februar 2019 22 | FC Midtjylland            | 2 – 1 | AaB           | Herning                                                  |
| 19:00 CET           | Onuachu 45' · Evander 51' |       | van Weert 57' | Stadion: MCH Arena Tilskuere: 7,442 Dommer: Jakob Kehlet |

| 22. februar 2019 23 | AaB                                                | 3 – 0 | SønderjyskE | Aalborg                                                              |
| 19:00 CET           | van Weert 27' (str.) · Andersen 44' · Pedersen 78' |       |             | Stadion: Aalborg Portland Park Tilskuere: 3,839 Dommer: Sandi Putros |

| 1. marts 2019 24 | AaB          | 1 – 1 | Hobro IK      | Aalborg                                                                   |
| 19:00 CET        | Andersen 71' |       | Kirkevold 35' | Stadion: Aalborg Portland Park Tilskuere: 6,346 Dommer: Jens Grabski Maae |

| 10. marts 2019 25 | Brøndby IF                          | 3 – 3 | AaB                                    | Brøndby                                                             |
| 18:00 CET         | Wilczek 28' (str.), 46' · Erceg 60' |       | Kusk 5' · van Weert 28' · Andersen 63' | Stadion: Brøndby Stadion Tilskuere: 14.152 Dommer: Peter Kjærsgaard |

| 17. marts 2019 26 | AaB                                          | 3 – 1 | AGF                      | Aalborg                                                                               |
| 17:00 CET         | Pedersen 38' · Kristensen 59' · Andersen 80' |       | Ankersen 42' · Hvidt 60' | Stadion: Aalborg Portland Park Tilskuere: 6,821 Dommer: Mads-Kristoffer Kristoffersen |

#### Nedrykningsspil
Point og mål følger med over fra grundspillet.

### Gruppe A
| Pos | Hold           | K  | V  | U  | T  | M+ | M- | MF  | P  |                               |  | AGF | SJE | ACH | VBK |
| --- | -------------- | -- | -- | -- | -- | -- | -- | --- | -- | ----------------------------- |  | --- | --- | --- | --- |
| 1   | AGF            | 32 | 12 | 11 | 9  | 46 | 40 | +6  | 47 | Europæisk playoff kvartfinale |  | —   | 2–1 | 3–1 | 2–2 |
| 2   | SønderjyskE    | 32 | 9  | 8  | 15 | 37 | 45 | −8  | 35 | Europæisk playoff kvartfinale |  | 0–1 | —   | 0–0 | 4–1 |
| 3   | AC Horsens (P) | 32 | 8  | 9  | 15 | 32 | 55 | −23 | 33 | Nedrykningsplayoff            |  | 0–3 | 0–1 | —   | 0–0 |
| 4   | Vejle (N)      | 32 | 6  | 10 | 16 | 32 | 55 | −23 | 28 | Nedrykningsplayoff            |  | 2–4 | 4–1 | 3–0 | —   |

### Gruppe B
| Pos | Hold              | K  | V  | U  | T  | M+ | M- | MF  | P  |                               |  | RFC | AAB | VFF | HOB |
| --- | ----------------- | -- | -- | -- | -- | -- | -- | --- | -- | ----------------------------- |  | --- | --- | --- | --- |
| 1   | Randers FC        | 32 | 12 | 9  | 11 | 35 | 39 | −4  | 45 | Europæisk playoff kvartfinale |  | —   | 0–2 | 1–1 | 1–0 |
| 2   | AaB               | 32 | 10 | 12 | 10 | 44 | 41 | +3  | 42 | Europæisk playoff kvartfinale |  | 1–2 | —   | 1–1 | 1–1 |
| 3   | Vendsyssel FF (N) | 32 | 6  | 11 | 15 | 32 | 49 | −17 | 29 | Nedrykningsplayoff            |  | 0–0 | 1–0 | —   | 3–3 |
| 4   | Hobro (P)         | 32 | 6  | 9  | 17 | 31 | 55 | −24 | 27 | Nedrykningsplayoff            |  | 1–2 | 1–1 | 3–2 | —   |

##### Kampe
| 31. marts 2019 27 | AaB         | 1 – 2 | Randers FC                                          | Aalborg                                                               |
| 14:00 CEST        | Børsting 3' |       | Lobzhanidze 46' · Pedersen 54' (sm.) · Conboy 90+2' | Stadion: Aalborg Portland Park Tilskuere: 3,767 Dommer: Mikkel Redder |

| 7. april 2019 28 | Hobro IK      | 1 – 1 | AaB            | Hobro                                                         |
| 12:00 CEST       | Kirkevold 20' |       | Kaufmann 90+5' | Stadion: DS Arena Tilskuere: 2,634 Dommer: Peter Munch Larsen |

| 13. april 2019 29 | Vendsyssel FF | 1 – 0 | AaB      | Hjørring                                                             |
| 16:00 CEST        | Kamara 40'    |       | Kusk 28' | Stadion: Nord Energi Arena Tilskuere: 3,088 Dommer: Michael Tykgaard |

| 17. april 2019 30 | AaB         | 1 – 1 | Vendsyssel FF        | Aalborg                                                              |
| 18:00 CEST        | Andersen 9' |       | Kristensen 29' (sm.) | Stadion: Aalborg Portland Park Tilskuere: 5,042 Dommer: Jakob Kehlet |

| 22. april 2019 31 | Randers FC | 0 – 2 | AaB                         | Randers                                                                          |
| 14:00 CEST        |            |       | van Weert 2' · Andersen 69' | Stadion: Cepheus Park Randers Tilskuere: 3,908 Dommer: Benjamin Willaume-Jantzen |

| 26. april 2019 32 | AaB         | 1 – 1 | Hobro IK      | Aalborg                                                                |
| 19:30 CEST        | Risgård 46' |       | Kirkevold 80' | Stadion: Aalborg Portland Park Tilskuere: 5,075 Dommer: Anders Poulsen |

#### European play-offs

##### Kvartfinaler
| 5. may 33 (first leg) | AaB | 0 – 1 | AGF          | Aalborg                                                                  |
| 12:00 CEST            |     |       | Ankersen 44' | Stadion: Aalborg Portland Park Tilskuere: 6.326 Dommer: Michael Tykgaard |

| 12. maj 34 (second leg) | AGF                        | 2 – 0 (3 – 0 sml.) | AaB | Aarhus                                                         |
| 18:00 CEST              | Blume 37' · Ammitzbøll 86' |                    |     | Stadion: Ceres Park Tilskuere: 10,118 Dommer: Peter Kjærsgaard |

### Sydbank Pokalen
| 26. september 2018 3. runde | FC Roskilde (2) | 0 – 5 | AaB                                                     | Roskilde                                                             |
| 18:30 CEST                  |                 |       | Abou Ali 8', 88' · McLagan 15' (sm.) · Risgård 57', 70' | Stadion: Roskilde Idrætspark Tilskuere: 992 Dommer: Peter Kjærsgaard |

| 31. oktober 2018 4. runde | AaB           | 1 – 0 | AC Horsens (1) | Aalborg                                                                  |
| 19:00 CET                 | van Weert 62' |       |                | Stadion: Aalborg Portland Park Tilskuere: 1,774 Dommer: Peter Kjærsgaard |

| 14. marts 2019 Kvartfinale | Næstved BK (2) | 1 – 3 | AaB                                 | Næstved                                                                         |
| 18:00 CET                  | Munksgaard 40' |       | van Weert 7', 19' · Christensen 52' | Stadion: ProfaGroup Park Tilskuere: 2,214 Dommer: Mads-Kristoffer Kristoffersen |

| 4.. april 2019 Semifinale | Brøndby IF (1)            | 1 – 0 | AaB | Brøndby                                                              |
| 19:30 CEST                | Wilczek 13' · Erceg 90+4' |       |     | Stadion: Brøndby Stadion Tilskuere: 13.361 Dommer: Jens Grabski Maae |